# Gewone vinvis
De gewone vinvis (Balaenoptera physalus) is een zeezoogdier uit de familie van de vinvissen (Balaenopteridae). De wetenschappelijke naam van de soort werd als Balaena physalus in 1758 gepubliceerd door Carl Linnaeus.

## Kenmerken
Met een lengte van maximaal 27 meter is het de op een na grootste walvisachtige en daarmee ook de op een na grootste diersoort die op aarde leeft. Alleen de blauwe vinvis is groter. De vinvis heeft een donkergrijze rug, inclusief de borst- en staartvinnen. De rugvin heeft een holle achterrand en staat relatief ver naar achteren, op twee derde van de rug. Het dier heeft 55 tot 100 keelgroeven.
Het is een relatief lange en slanke walvis met een kenmerkende rugvin, die zichtbaar wordt vlak nadat het dier aan de oppervlakte is gekomen om te ademen. De ademwolk bestaat uit een enkele, vijf meter hoge kolom. Tijdens het duiken komt de staartvin niet boven het water uit.

## Voedsel
De vinvis voedt zich met vis, inktvis en plankton dat uit het water wordt gefilterd met behulp van baleinen. Dat zijn in de bek hangende zeefachtige structuren. Vinvissen storten zich met hoge snelheid in een school vis of krill, waarbij ze enorme hoeveelheden water inzwelgen, om dit daarna weer naar buiten te persen. De vangst blijft dan in de baleinen hangen. Wanneer het dier zich voedt, draait het zich op zijn rechterzijde. Dat is misschien de oorzaak van het asymmetrische aanzicht van de kop, die aan de rechterzijde een grote witte vlek vertoont.

## Verspreiding
De vinvis komt in alle wereldzeeën voor. Rond Europa is hij te vinden in de Golf van Biskaje en in de Middellandse Zee. Op 17 februari 2025 werd een gewone vinvis gefilmd in een windmolenpark in de Noordzee. Het aantal wordt geschat op ongeveer 60 tot 90 duizend exemplaren.

## Voortplanting
Na een draagtijd van 11 maanden wordt één jong geboren met een lengte van 6,6 meter, dat 9 tot 10 maanden wordt gezoogd. Een vrouwtje kan slechts eens per twee jaar een jong werpen, waardoor populaties zich erg langzaam herstellen.

## Communicatie
Naast neuriënde en hoog jankende geluiden produceert dit dier een vreselijk hard en diep gebrul, dat hoorbaar is op honderden kilometers afstand.

## Strandingen
In de twintigste eeuw waren er 11 strandingen van gewone vinvissen aan de Nederlandse kust. Ook in de eenentwintigste eeuw zijn er al strandingen.

## Afbeeldingen

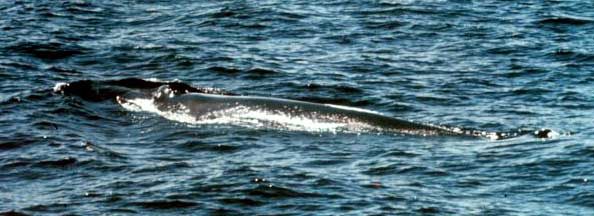
gewone vinvis
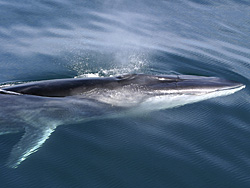
gewone vinvis